# アフリカのクリスマス
『アフリカのクリスマス』は、平沢進の有料配信によるシングル。2014年12月25日に自主レーベルであるケイオスユニオン/TESLAKITEより発売された。

## 解説
本作は、1990年11月10日に発売されたポリドール所属アーティストによるコンピレーション・アルバム『ホワイト・アルバム'90』用に、歌手の島崎和歌子へ提供した楽曲のセルフカバーである。作編曲は平沢が単独で行っているが、歌詞は平沢がプロデュースした女性音楽ユニット「Shampoo」のメンバーである折茂昌美と共作している。
本作の発売前には平沢の公式サイトにおいて、発売日の予告などを含んだ「『アフリカのクリスマス』「神の声」入りサンプル」が無料配信されている。
ファンクラブ会員には、カラオケバージョン付きでシングル自体も無料配信されている。

## 収録曲
1. アフリカのクリスマス

### ファンクラブ会員限定配信
1. アフリカのクリスマス (Instrumental)
  - 収録曲のカラオケバージョン。